# گیاه‌پارچ ممتاز
گیاه‌پارچ ممتاز (نام علمی: Nepenthes mira)، یک گونه از سرده گیاه‌پارچ‌ها در کشور فیلیپین و استان پالاوان بوده و در ارتفاعات ۱۵۵۰ تا ۱۶۰۵ متری از سطح دریا رشد می‌کند.
گیاه‌پارچ ممتاز توسط متیو جب (Matthew Jebb) و مارتین چیک (Martin Cheek) در سال ۱۹۹۸ توصیف گونه شد. نویسندگان پیشنهاد می‌کنند که گیاه‌پارچ ممتاز به گونه‌های گیاه‌پارچ پرزدار، گیاه‌پارچ بزرگ‌برگ و گیاه‌پارچ ادوارد مرتبط است. آرایه‌شناس جان شلور (Jan Schlauer) در پایگاه داده گیاهان گوشت‌خوار خود، با این گونه به‌عنوان مترادف گیاه‌پارچ دینیانا برخورد می‌کند.
گیاه‌پارچ ممتاز دورگه طبیعی شناخته شده‌ای ندارد. هیچ شکل یا جوره‌ای شرح داده نشده است.